# Верхній Урхель
Верхній Урхель — район (кумарка) Каталонії (кат. Alt Urgell). Столиця району — м. Ла-Сеу-д'Уржель (кат. La Seu d'Urgell). 

## Демографічні дані
| 1497 f | 1515 f | 1553 f | 1717  | 1787   | 1857   | 1877   | 1887   | 1900   | 1910   |
| ------ | ------ | ------ | ----- | ------ | ------ | ------ | ------ | ------ | ------ |
| 810    | 1.067  | 1.461  | 8.968 | 12.145 | 28.296 | 23.643 | 21.897 | 19.083 | 19.709 |

| 1920   | 1930   | 1940   | 1950   | 1960   | 1970   | 1981   | 1990   | 1992   | 1994   |
| ------ | ------ | ------ | ------ | ------ | ------ | ------ | ------ | ------ | ------ |
| 20.181 | 20.933 | 19.274 | 22.134 | 20.948 | 19.897 | 19.828 | 19.167 | 18.991 | 18.802 |

| 1996   | 1998   | 2000   | 2002   | 2004   | 2006   | 2008 | 2010 | 2012 | 2014 |
| ------ | ------ | ------ | ------ | ------ | ------ | ---- | ---- | ---- | ---- |
| 19.006 | 18.950 | 19.315 | 19.848 | 20.315 | 21.257 | -    | -    | -    | -    |

## Муніципалітети
Населення муніципалітетів у 2001 р.
- Алас-і-Серк (кат. Alàs i Cerc) — населення 396 осіб;
- Ал-Пон-да-Бар (кат. Pont de Bar, el) — населення 191 особа;
- Арсегал (кат. Arsèguel) — населення 97 осіб;
- Астамаріу (кат. Estamariu) — населення 122 особи;
- Баселя (кат. Bassella) — населення 255 осіб;
- Жоза-і-Тушєн (кат. Josa i Tuixén) — населення 172 особи;
- Каба (кат. Cava) — населення 55 осіб;
- Кабо (кат. Cabó) — населення 104 особи;
- Коль-да-Нарґо (кат. Coll de Nargó) — населення 626 осіб;
- Ла-Банса-і-Форнулс (кат. Vansa i Fórnols, la) — населення 195 осіб;
- Ла-Сеу-д'Уржель (кат. Seu d'Urgell, la) — населення 12.703 особи;
- Лас-Бальш-да-Баліра (кат. Valls de Valira, les) — населення 875 осіб;
- Лас-Бальш-д'Агіла (кат. Valls d'Aguilar, les) — населення 314 осіб;
- Монфарре-і-Кастальбо (кат. Montferrer i Castellbò) — населення 983 особи;
- Парамола (кат. Peramola) — населення 370 осіб;
- Рібера-д'Уржальєт (кат. Ribera d'Urgellet) — населення 946 осіб;
- Уліана (кат. Oliana) — населення 1.938 осіб;
- Урґанья (кат. Organyà) — населення 959 осіб;
- Фігулс-і-Алінья (кат. Fígols i Alinyà) — населення 265 осіб.